# Хлорид свинца(II)
Хлорид свинца(II) — бинарное неорганическое соединение, соль металла свинца и соляной кислоты с формулой PbCl2, прозрачные кристаллы, слабо растворимые в воде.

## Получение
- В природе встречается редкий минерал коттунит — PbCl2 с примесями, часто с небольшой радиоактивностью.

- Действие хлора на металлический свинец:

{\displaystyle {\mathsf {Pb+Cl_{2}\ {\xrightarrow {200-300^{o}C}}\ PbCl_{2}}}}
- Растворение в соляной кислоте оксида, гидроксида или карбоната свинца(II):

{\displaystyle {\mathsf {PbO+2HCl\ {\xrightarrow {}}\ PbCl_{2}\downarrow +H_{2}O}}}
{\displaystyle {\mathsf {Pb(OH)_{2}+2HCl\ {\xrightarrow {}}\ PbCl_{2}\downarrow +2H_{2}O}}}
{\displaystyle {\mathsf {PbCO_{3}+2HCl\ {\xrightarrow {}}\ PbCl_{2}\downarrow +CO_{2}+H_{2}O}}}

## Физические свойства
Хлорид свинца(II) образует прозрачные кристаллы ромбической сингонии, пространственная группа P nam, параметры ячейки a = 0,7623 нм, b = 0,9048 нм, c = 0,4535 нм, Z = 4.
Диамагнитен, плохо растворяется в воде и этаноле на холоде. Токсичен, следует избегать попадания вещества внутрь орально либо ингаляционно. Это может привести к очень тяжёлым отравлениям.

## Химические свойства
- В горячих водных растворах подвергается гидролизу до основной соли:

{\displaystyle {\mathsf {PbCl_{2}+H_{2}O\ {\xrightarrow {50^{o}C}}\ Pb(OH)Cl+HCl}}}
- Хорошо растворяется в концентрированной соляной кислоте:

{\displaystyle {\mathsf {PbCl_{2}+2HCl\ {\xrightarrow {}}\ H_{2}[PbCl_{4}]}}}
- Разлагается щелочами и раствором аммиака:

{\displaystyle {\mathsf {PbCl_{2}+2NaOH\ {\xrightarrow {}}\ Pb(OH)_{2}\downarrow +2NaCl}}}
{\displaystyle {\mathsf {PbCl_{2}+4NaOH\ {\xrightarrow {}}\ Na_{2}[Pb(OH)_{4}]+2NaCl}}}
{\displaystyle {\mathsf {PbCl_{2}+NH_{3}*H_{2}O\ \xrightarrow {} \ PbCl(OH)\downarrow +NH_{4}Cl}}}
- Восстанавливается водородом:

{\displaystyle {\mathsf {PbCl_{2}+H_{2}\ {\xrightarrow {300-350^{o}C}}\ Pb+2HCl}}}
- Вступает в обменные реакции:

{\displaystyle {\mathsf {PbCl_{2}+2KI\ {\xrightarrow {}}\ PbI_{2}\downarrow +2KCl}}}
{\displaystyle {\mathsf {PbCl_{2}+H_{2}S\ \xrightarrow {} \ PbS\downarrow +2HCl}}}
- В щелочной среде с карбонатами образует основную соль:

{\displaystyle {\mathsf {2PbCl_{2}+Na_{2}CO_{3}+2NaOH\ {\xrightarrow {}}\ Pb_{2}(OH)_{2}CO_{3}\downarrow +4NaCl}}}
- Окисляется хлором в концентрированной соляной кислоте, образуя гексахлоросвинцовую кислоту или гексахлороплюмбат калия в присутствии хлорида калия[2]:

{\displaystyle {\mathsf {PbCl_{2}+Cl_{2}+2HCl\ \xrightarrow {} \ H_{2}[PbCl_{6}]}}}
{\displaystyle {\mathsf {PbCl_{2}+Cl_{2}+2KCl\ \xrightarrow {} \ K_{2}[PbCl_{6}]}}}

## Токсичность
Дихлорид свинца токсичен, как и все неорганические производные свинца. Предположительно, канцерогенен. Может привести к очень тяжёлым отравлениям свинцом.